# 布斯特
布斯特（法語：Boust，法語發音：[bust]；洛林法兰克语：Buuscht）是法国摩泽尔省的一个市镇，位于该省西北部，属于蒂永维尔区。

## 地理
布斯特（49°26'4"N, 6°11'23"E）面积7.01 平方千米，位于法国大東部大區摩泽尔省，该省份为法国东北部内陆省份，是洛林的一部分，西南接默尔特-摩泽尔省，东临下莱茵省，北与卢森堡和德国接壤。
与布斯特接壤的市镇（或旧市镇、城区）包括：大布雷斯特罗、卡特农、大埃唐日、鲁西村。

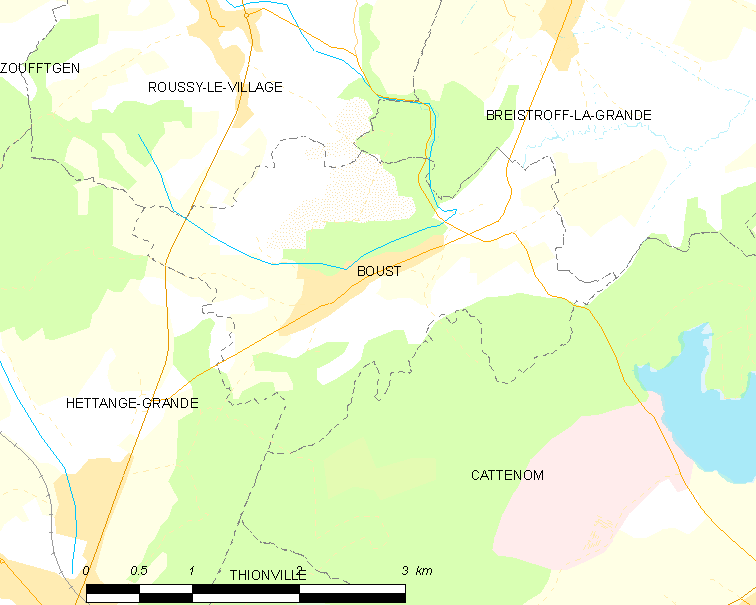
布斯特的OSM定位图

布斯特的时区为UTC+01:00、UTC+02:00（夏令时）。

## 行政
布斯特的邮政编码为57570，INSEE市镇编码为57104。

## 政治
布斯特所属的省级选区为于茨县。

## 人口

1962-2008年间布斯特人口变化图示

布斯特于2022年1月1日时的人口数量为1159人。